# 濰城区
濰城区（いじょう-く）は中華人民共和国山東省濰坊市に位置する市轄区。

## 歴史
県名は濰県の城区であったことに由来する。
596年（開皇16年）、隋朝により濰州が設置される。606年（大業2年）に濰州は廃止となり北海県とされたが、唐朝が成立すると619年（武徳2年）、再び濰州を設置したが、627年（武徳8年）に再び廃止となり青州の管轄とされた。965年（乾徳3年）、再び濰州が設置され州治は北海県に設置された。1377年（洪武10年）、濰州は濰県に改編、萊州府の管轄とされ中華民国まで沿襲された。
日中戦争期間中は中国共産党の抗日拠点とされ、1942年（民国31年）12月、濰県北部及び寿光県の一部に寿濰県を設置、それ以外の濰県県域は濰南県とされ、現在の濰城区は濰南県の管轄とされた。国共内戦においては1948年（民国37年）4月に共産党の実効支配権を獲得、濰城から坊子にかけての地区に中央華東局直轄の濰坊特別市（1949年6月3日に山東省直轄の濰坊市に改編）、同年7月には昌濰専区が設置され濰県はその管轄とされた。
1950年5月、濰坊市が廃止となり濰県に編入、同年11月には再び県級市としての濰坊市が誕生し昌濰専区（1967年に昌濰地区、1981年に濰坊地区と改称）の管轄とされた。1958年12月、濰県が廃止となり濰坊市に編入、1961年10月に再び濰県が設置されるなど頻繁な行政区整理が行われている。
1983年8月、濰坊地区が地級市の濰坊市に改編される際、旧濰坊市及び濰県が濰城区とされ現在に至る。

## 行政区画
- 街道：城関街道、南関街道、西関街道、北関街道、于河街道、望留街道（浮煙山開発区）
- 濰城経済開発区、埠頭山生態経済発展区、軍埠口総合項目管理区